# Charlton House

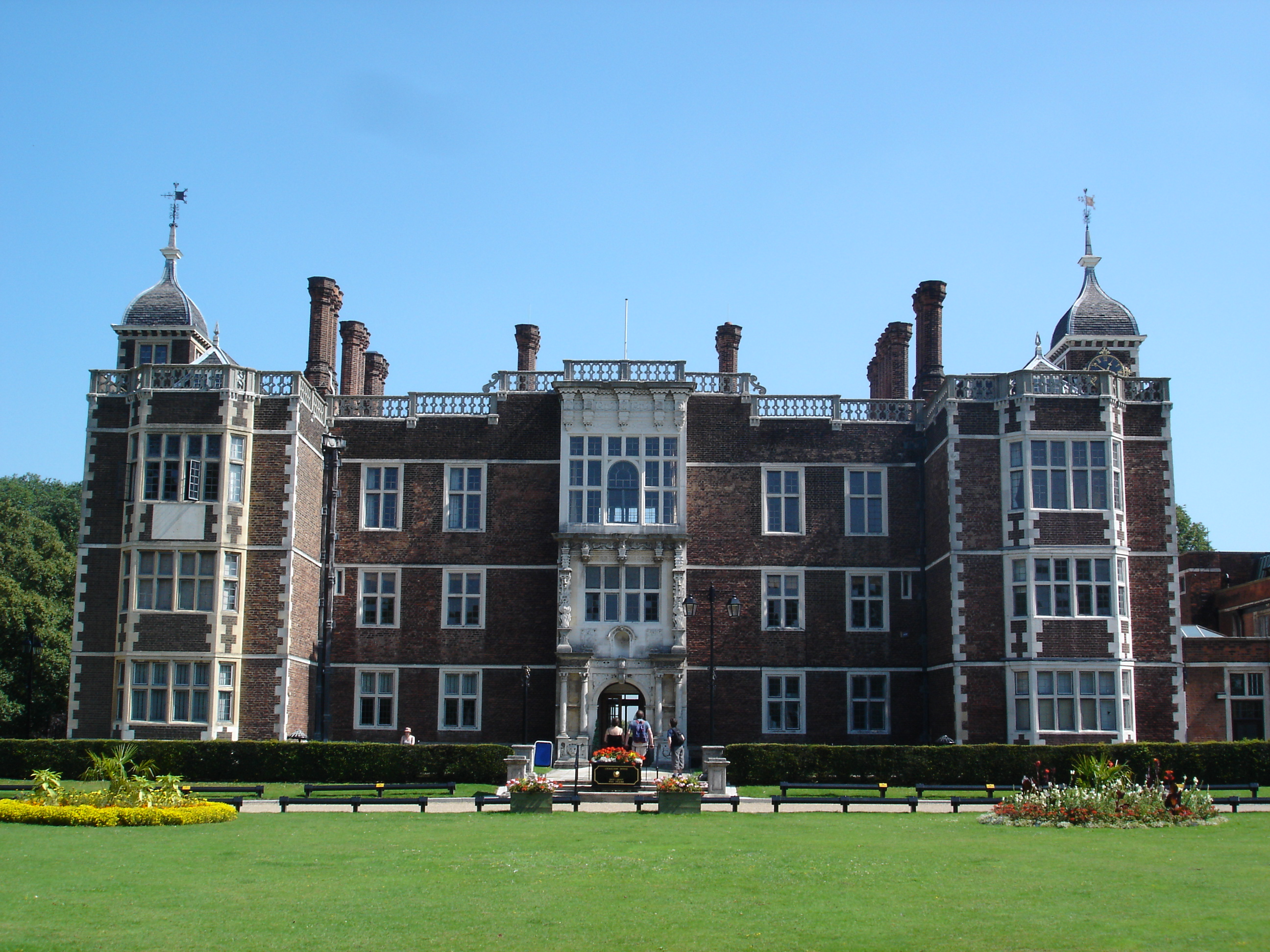
Fachada da Charlton House, Londres.

Entre as várias casas inglesas com o nome de Charlton House, a mais proeminente é um palácio jacobeano localizado em Charlton, Londres. É visto como a ambiciosa casa jacobeana mais bem preservada na Grande Londres. O edifício foi construído, entre 1607 e 1612, em tijolo vermelho revestido com pedra, apresentando uma planta em "E". O interior apresenta um grande hall, capela, sala de jantar de aparato, salão e galeria.
O palácio foi construído por Sir Adam Newton, Reitor de Durham e tutor do Príncipe Henrique, o filho de Jaime I e irmão mais velho do futuro Carlos I.
O diarista John Evelyn, que conhecia a casa e estava bem familiarizado com o filho de Newton, Sir Henry Newton, afirmou que o edifício tinha sido construído para o Príncipe Henrique. Devido às ligações de Sir Adams à corte, presume-se frequentemente que o desenhador do palácio tenha sido John Thorpe, um dos primeiros arquitectos profissionais da Inglaterra, que havia servido como Secretário de Obras (Clerk of Works) para o palácio real na vizinha Greenwich — o Palace of Placentia. Thorpe havia deixado o Gabinete de Obras (Office of Works) em 1601 para se dedicar à prática privada. Outras ligações reais são vistas em Charlton House na forma das plumas do Príncipe de Gales sobre a porta leste do hall e no salão, onde também está o monograma real, "JR" (para James I); o brasão real dos Stuart na secção oeste; e a Jarreteira e lema do Príncipe de Gales, "Ich Dien" na secção leste.
A casa-jardim, ou orangerie, que havia sido convertida num toilete público, é optimistamente atribuida a Inigo Jones, que não está ligado doutro modo com o palácio. Aparentemente oculta por trás da orangerie, existe uma amoreira que se diz ser a mais velha da sua espécie (Morus nigra) no país. Pensa-se que esta velha e venerável árvore terá sido plantada em 1608, a mando de Carlos I.
Uma ala foi acrescentada por Norman Shaw em 1877. O palácio e os terrenos foram usados como hospital durante a Primeira Guerra Mundial e foram comprados pelo Borough Metropolitano de Greenwich em 1925. A ala da capela foi bombardeada durante o Blitz e posteriormente reconstruida, embora com tijolos sem correspondência, tal como era permitido no periodo imediato do pós-guerra. Tendo alojando antigamente um museu, o palácio é, agora, um centro comunitário, e muitos dos antigos campos de recreio são agora parques, embora sobrevivam restos dos jardins do palácio, tal como uma pequena secção de vedação afundada.